# Такатани, Даити
Даити Такатани (яп. 高谷大地; 22 ноября 1994, Киото, Япония) — японский борец вольного стиля, серебряный призёр летних Олимпийских игр 2024 года, призёр чемпионата мира, чемпионатов Азии.

## Карьера
3 марта 2018 года дошёл до финала чемпионата Азии в Бишкеке, где уступил Даулету Ниязбекову из Казахстана, став серебряным призёром. В начале апреля 2018 года в составе сборной Японии стал бронзовым призёром Кубка мира, который проходил в американском городе Айова-Сити. 19 августа 2018 года в финале Азиатских игры в Джакарте проиграл Баджрангу Пунии из Индии, получив серебряную награду. 23 февраля 2020 года одолев в малом финале иракца Карама Шакира, стал бронзовым призёром чемпионата Азии в Нью-Дели. 24 апреля 2022 года на чемпионате Азии в Улан-Баторе, в схватке за 3 место победил Бат-Эрдениина Бямбадоржа из Монголии, став бронзовым призёром. В середине сентября 2023 года на чемпионате мира в Белграде в малом финале одолел на туше грека Йоргоса Куюмцидиса, завоевав бронзовую медаль.

## Достижения
- Чемпионат Азии по борьбе 2018 — ;
- Азиатские игры 2018 — ;
- Кубок мира по вольной борьбе 2018 (команда) — ;
- Чемпионат Азии по борьбе 2020 — ;
- Чемпионат Азии по борьбе 2022 — ;
- Чемпионат мира по борьбе 2023 — ;
- Олимпийские игры 2024, Париж — ;

## Личная жизнь
Является младшим братом Сосукэ Такатани, также борца, участника трёх Олимпиад.